# 双城子
雙城子，俄稱烏蘇里斯克（俄语：Уссури́йск），是俄羅斯濱海邊疆區的一個城市，坐落在兴凯湖平原上、科马罗夫卡河和拉科夫卡河之间盆地中，距离海参崴112千米，面积3690平方千米。2015年，人口168,137人，是滨海边疆区第二大城市，仅次于海參崴。2015年，行政区划乌苏里斯克市人口194,250人。
食品加工是乌苏里斯克的主要工业门类。该市还是是铁路重要交汇点，有机车修理工业。1934年7月22日，设立尼科利斯克-烏蘇里斯基州，州府驻尼科利斯克-烏蘇里斯基市。

## 名稱
建城时有东西二城，相距四里，东城市被清政府命名为「傅爾丹」（转写：furdan hoton），西城市名为“朱尔根”。两座城市合名「雙城子」（转写：juru hoton）。时至今日，华人仍习惯称其为“双城子”。中华人民共和国出版的地图将之标记为“乌苏里斯克（双城子）”。根据自然资源部2023年2月6日发布的《公开地图内容表示规范》第十四条规定，汉语版地图中“乌苏里斯克”之后必须括注“双城子”，汉语拼音版地图和外文版地图除外。中国大陆官媒对此城的称呼不统一，有时翻译作“乌苏里斯克”，有时沿用“双城子”。
1866年，俄国命名“尼科利斯科耶”（Никольское），以紀念俄國的聖尼古拉。1898年改名为“尼科利斯克-烏蘇里斯基”（Никольск-Уссурийский）。1935年以蘇聯元帥克利缅特·叶夫列莫维奇·伏罗希洛夫命名“伏罗希洛夫市”（Ворошилов）。1956年苏共二十大反个人崇拜而改名“乌苏里斯克”。

## 歷史

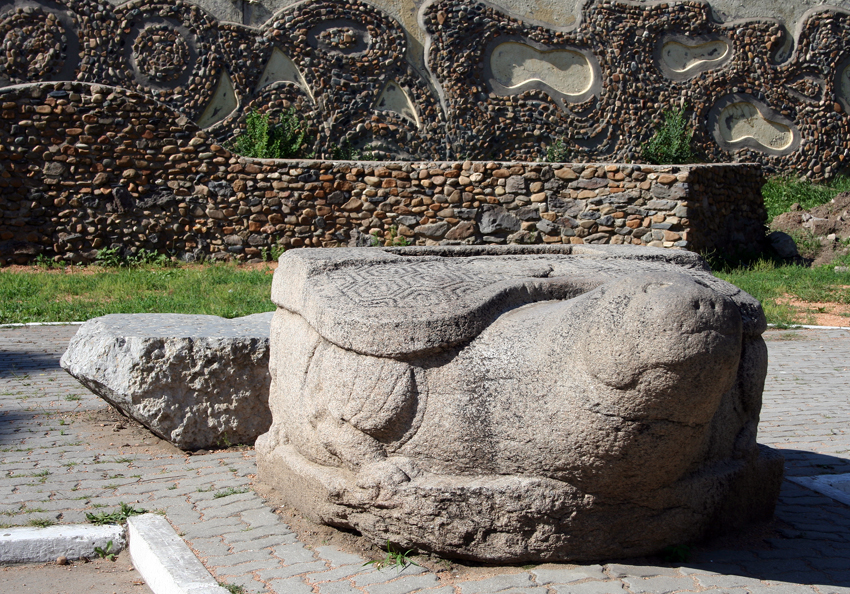
烏蘇里斯克中央公園中的贔屭，于1868年被發現，可能是金朝墓葬遺物

雙城子位於綏芬河下游北岸，傅爾丹河西岸。地理位置、氣候和地勢不斷吸引人們前往烏蘇里斯克市所在的前兴凯低地。在城市範圍內，在伊柳什金和斯特尔科夫發現了舊石器時代的定居點，城内没有新石器時代的定居點和可追溯到青銅時代的定居點，而在城市附近有很多。鐵器時代的定居點被發現在巴拉诺夫斯基駐軍的郊區和家禽養殖場以及城市附近的幾十個定居點附近。698年，渤海国统治着未來的烏蘇里斯克的土地上和濱海邊疆區的南部。在7至10世紀的渤海時期，市原址是率宾府，盛产马匹，虞婁靺鞨世居於此。契丹起义使城市荒废，金国时期重建。金熙宗天眷元年（1138年）置上京路，治所在會寧府會寧縣（今黑龍江省哈爾濱市阿城區白城遺址）。轄恤品路（一作速頻路），治所在今烏蘇里斯克。今天的烏蘇裡斯克有兩個廢墟，一般被認為是南烏蘇里和西烏蘇里定居點。這兩個定居點的面積都超過100公頃，1124年，完颜阿骨打的部下完颜阿思魁搬到了這裡。在鄰近的克拉斯諾亞爾斯克山上有速频山地要塞，面積37公頃，要塞被东夏创立者蒲鮮萬奴擴大到180公頃，並成為他的上都，稱作開元。率宾府和開元於1233年被蒙古人佔領並被摧毀。1246年，蒙古人贵由奴役了並重新安置殘餘人口在遼河河谷。明朝時期置雙城衛。清朝時期屬於吉林寧古塔副都統轄境，城池名叫「傅爾丹」。法國耶穌會士列吉斯、扎尔图和费德里製了率宾的废墟和傅尔丹市，并绘制了康熙地图，他们1709年在濱海邊疆區工作。這些材料被交給了让-巴蒂斯特·布吉尼翁·当维尔，1734年傅爾丹市首次出現在歐洲地圖上，之后直到1860年不同的地圖绘有這座城市。
1860年，根據《中俄北京條約》，清朝將黑龍江以北、烏蘇里江以東之地永久割讓予俄國，雙城子遂成為俄國領土。1866年8月“建立”，俄國人命名該地為“尼古拉斯科耶”，有13个来自阿斯特拉罕和沃罗涅什的家庭来到这个地方。
伊柳申科家族（Илюшенко）來自沃罗涅什省。其餘的來自阿赫图宾斯克等阿斯特拉罕村莊。1868年5月28日，該村莊在外东北反俄起义期間被燒毀。戰爭揭示了村莊的重要位置，總督米哈伊爾·科爾薩科夫6月下令恢復村莊並建造一個營房，以永久安置一個駐軍，作為古代堡壘內連的一部分。早在1870年，第3線營的總部和兩個連就從卡敏-雷波洛夫轉移到這裡。1871年，村裡建造了第一座木製教堂。1880年，新組建的第1東西伯利亞步槍旅的第3和第4營駐紮在該村。1881年，人民向當局發出請願書，要求將村莊改造成城市。第一所學校，教區學校，於1883年開放。1896年增加了一座磚砌建築，它在1999年被改为城市博物館。1893年烏蘇里鐵路開通。根據1897年的人口普查，8982人居住在尼科爾斯科耶，其中有7007名男性和1975名女性。
根據部長委員會的最高批准條例《關於在濱海邊疆區南烏蘇里斯基區以“尼科爾斯克-烏蘇里斯基”名稱組建一座城市》。1898年4月3日，尼科爾斯科耶村獲得了城市地位和尼科爾斯克-烏蘇里斯基的名稱。市包括尼科爾斯科耶村、克特里切沃站的鐵路定居點和绥芬村。一些乌克兰人迁移到了这里，补充了当地人口数量，他們大規模遷移到俄羅斯帝國遠東地區的南部。
1905年4月，总督羅斯季斯拉夫·赫雷夏蒂茨基命令在城市的南部和東部地區建立10座堡壘和其他防禦工事，以保護城市免受日軍可能的攻擊。

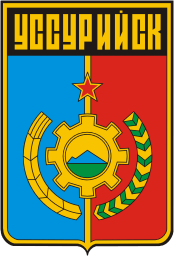
前市徽

這是一個较大的俄羅斯小村莊。主要和最古老的街道是尼科尔大街。沿著整條街兩邊有綿延的白色泥屋，現在仍然用稻草覆蓋。在城市的盡頭，在拉科夫卡和蘇布廷卡的交匯處，就像在烏克蘭土著中經常一樣，有一個“ставок”，旁邊是風景如畫的柔软的。如果後者存在，那麼一首歌中的“旧事”就會混淆“年轻的野性”-“和费率、乳白色、樱花园...”。在俄羅斯人口中，不算哥薩克人，小俄羅斯人佔主要地位，市的農村居民，即所謂的知識份子，只稱其為“波峰”。事實上，在波爾塔瓦人，切爾尼戈夫人，基輔人，沃倫人和其他烏克蘭人中，來自俄羅斯各省的移民完全迷失了，彷彿穿插著主要的小俄羅斯元素。例如，在尼科爾斯克-烏蘇里斯基的交易日的集市非常讓人想起烏克蘭的某個地方；同樣大量的陡角牛，懶洋洋地嚼著口香糖，裡面裝滿了一袋袋麵粉，穀物，豬油，豬肉等；在公共場合穿著同樣的烏克蘭服裝。到處你都能聽到歡快、輕快、活潑的小俄羅斯方言，在炎熱的夏日，你可能會認為你是果戈理時代的米爾哥羅德、雷舍蒂洛夫卡或索羅欽齊的某個地方。

——伊万·伊里奇-斯维特奇
1916年，俄羅斯地理學會阿穆爾省南烏蘇里分會在該市成立，分會由А·З·费多罗夫領導多年。1917年9月，在阿尔诺尔德·雅科夫列维奇·涅布特的領導下，第一屆布爾什維克遠東會議在該市舉行。1935年2月20日，更名伏羅希洛夫。1957年11月29日，市名再次更改为烏蘇里斯克。直到20世紀80年代，烏蘇里斯克在濱海邊疆區的人口排名第二，后来被納霍德卡取而代之，再后来它再次成為濱海邊疆區的第二大城市。

## 交通

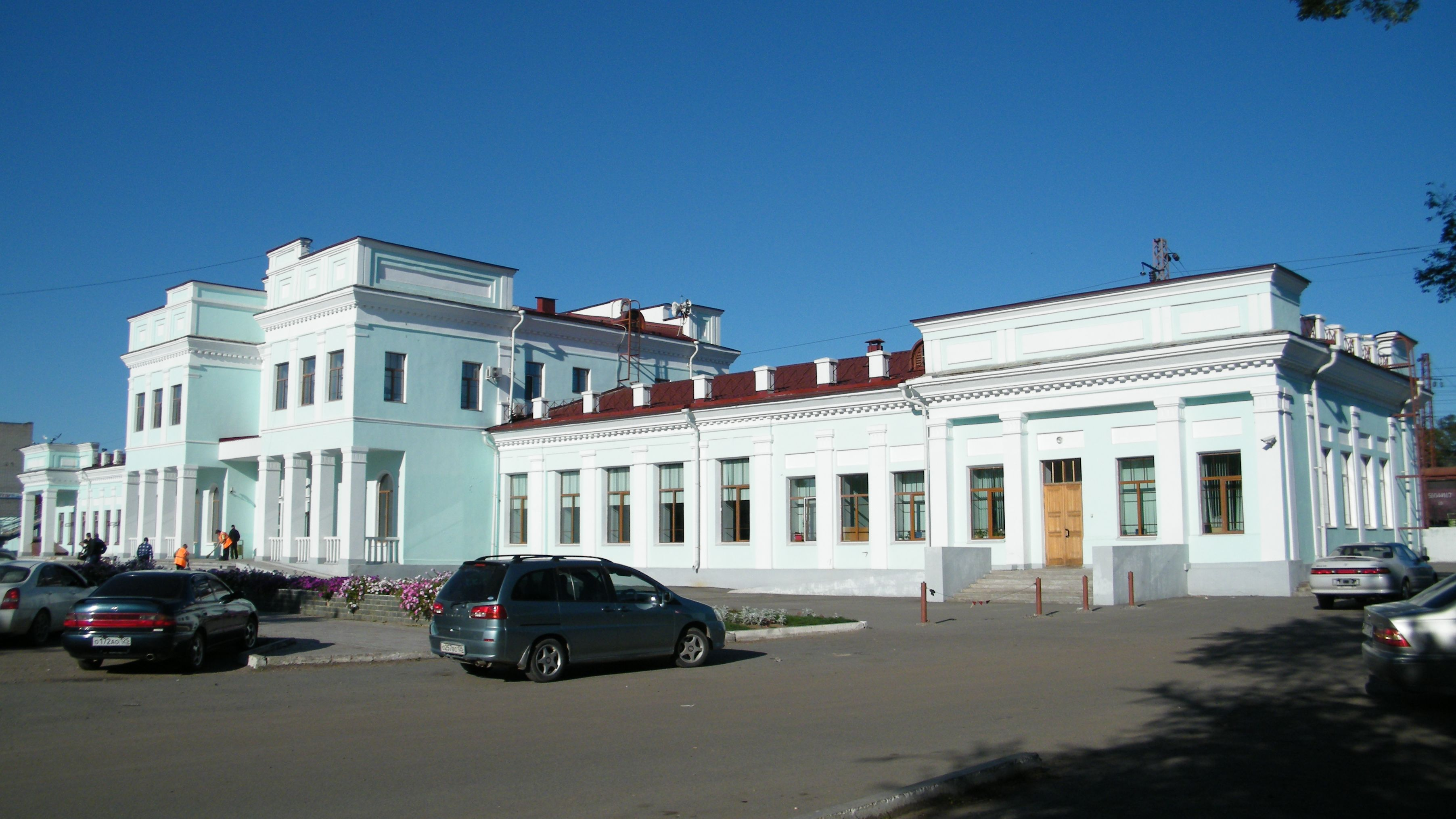
火车站

濱綏鐵路以東的延伸烏蘇里斯克鐵路和西伯利亞鐵路的交匯點在此市，设有乌苏里斯克站。南北向的M60公路连接哈巴罗夫斯克和符拉迪沃斯托克，公路的3号出口在奇切里路和拉科夫路上。在2012年修建了前往距离雙城子13千米的米哈伊洛夫卡村的支路。烏蘇里斯克的長途巴士站有前往中國的巴士，由兩間公司營運。截至2019年9月，巴士的目的地有綏芬河市和東寧市。电动列车可前往符拉迪沃斯托克和鲁济诺，还开行有城际列车。
城内和郊区公共交通网络发达。主要交通公司有驿马公司、河源公司和1273公司。郊区航线定期飞往新尼科尔斯克、米哈伊洛夫卡、拉科夫卡和其他村庄。

## 地理
乌苏里斯克所在的滨海边疆区属UTC+10:00时区。

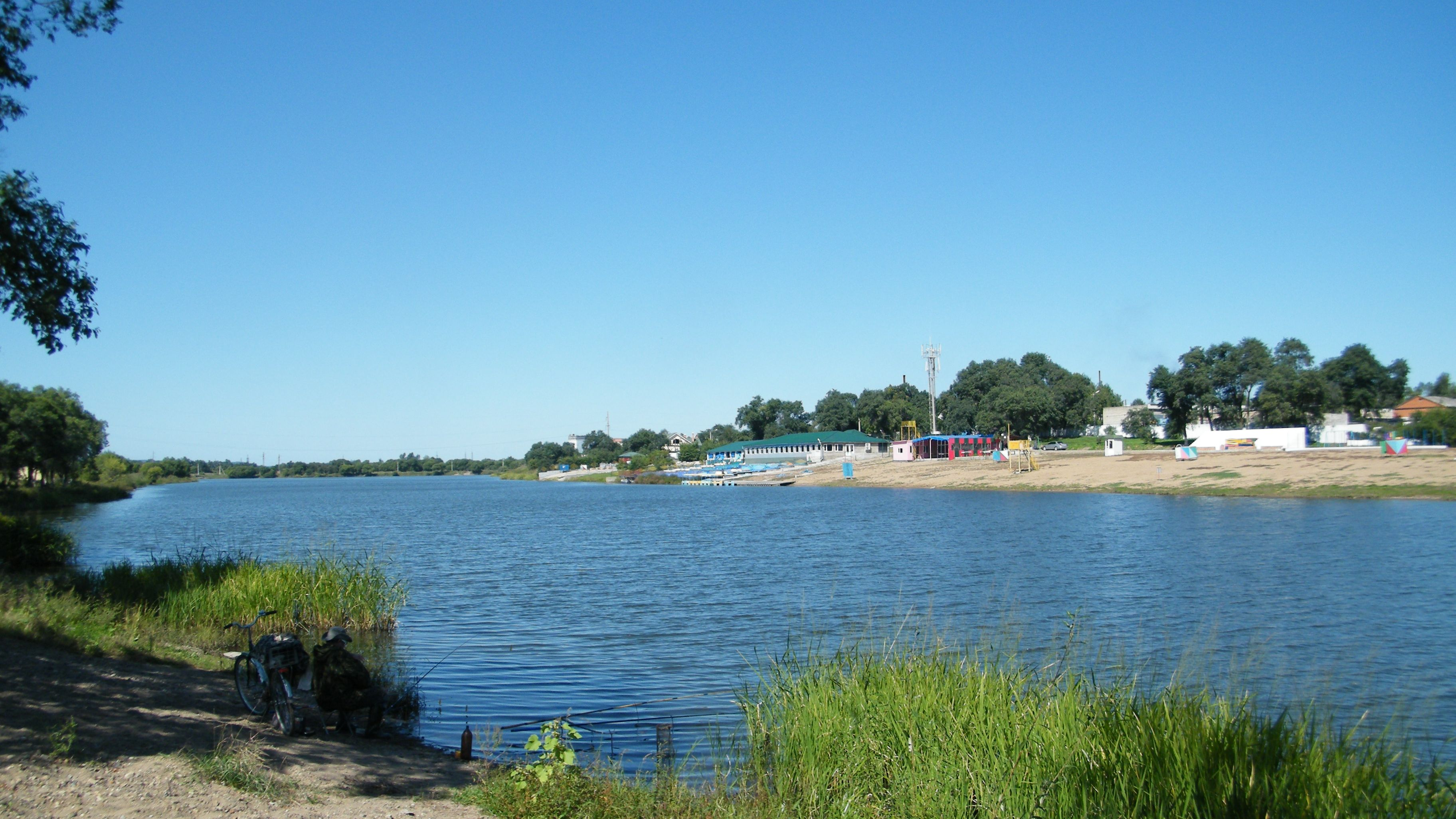
索尔达特湖

气候为季风气候，相对湿度高，雨量多。最大降水量出现在7月至8月。春天凉爽多风。常霜冻在3月停止，结霜冻在4月下旬至5月初结束。夏季温暖潮湿，7月和8月最热，最高温度在7月下半月和8月上半月。海洋使气候晚一个月，在夏季和秋季尤其明显。秋季城市温度下降缓慢，部分原因是海洋的影响，部分原因是城市的位置靠南。初秋季风消退，温暖晴朗的天气开始。9月平均气温15-17度，有时比6月温暖。初霜冻发生在10月初，常霜冻在11月中旬开始。冬季冷，多晴朗，积雪少，最低气温在12月下半月和1月上半月。二月温暖，有时会解冻。
乌苏里斯克市没有普里吉德罗梅特气象站，距该市最近的气象站在季米拉泽夫区，这里较乌苏里斯克低，位于拉科夫卡河和科马罗夫卡河沿岸，冬天是前兴凯低地最冷处之一。锡霍特山脉（内兴安岭）的阻断使乌苏里斯克的1月平均气温和绝对最低温度低于波格拉尼奇內、霍罗尔、卡敏-雷波诺夫、图里罗格和斯维亚基诺。在冬季，来自西伯利亚的冷空气进入河流泛滥平原并停留在山丘上，这导致部分延迟、停滞和进气团的额外冷却。晴天日温差15-20℃，2月夜间气温一般是-20℃，而白天可升到零上，这使乌苏里斯克更接近山间盆地的气候，特别是 楚古耶夫卡村。在4月和10月，气候的大陆性迅速下降。5月到9月，亚洲季风被太平洋季风取代。海风越过锡霍特-阿林山脉，并在山坡上有降水，水分下降到前兴凯低地，使沿途变暖，并进一步向西北方向蔓延。乌苏里斯克的夏天比符拉迪沃斯托克更长，更温暖，更干燥。日温度振幅降至5-10℃。绝对最高温度37.8℃，绝对最低温度−45.5℃，日均10℃以上的植被活跃时期从5月6日至10月7日，有155天。相对湿度从4月的65%到7月的84%不等。平均风速3.6米/秒。
| 乌苏里斯克气候                                                             | 乌苏里斯克气候 | 乌苏里斯克气候 | 乌苏里斯克气候 | 乌苏里斯克气候 | 乌苏里斯克气候 | 乌苏里斯克气候 | 乌苏里斯克气候 | 乌苏里斯克气候 | 乌苏里斯克气候 | 乌苏里斯克气候 | 乌苏里斯克气候 | 乌苏里斯克气候 | 乌苏里斯克气候 |
| 月份                                                                       | 1月            | 2月            | 3月            | 4月            | 5月            | 6月            | 7月            | 8月            | 9月            | 10月           | 11月           | 12月           | 全年           |
| -------------------------------------------------------------------------- | -------------- | -------------- | -------------- | -------------- | -------------- | -------------- | -------------- | -------------- | -------------- | -------------- | -------------- | -------------- | -------------- |
| 历史最高温 °F（°C）                                                        | 43.0 (6.1)     | 55.0 (12.8)    | 73.8 (23.2)    | 87.3 (30.7)    | 96.6 (35.9)    | 98.2 (36.8)    | 100.0 (37.8)   | 99.3 (37.4)    | 90.1 (32.3)    | 79.0 (26.1)    | 64.4 (18.0)    | 50.5 (10.3)    | 100.0 (37.8)   |
| 日均气温 °F（°C）                                                          | 0.7 (−17.4)    | 10.2 (−12.1)   | 27.3 (−2.6)    | 43.5 (6.4)     | 53.8 (12.1)    | 61.7 (16.5)    | 68.4 (20.2)    | 70.0 (21.1)    | 59.9 (15.5)    | 45.7 (7.6)     | 26.4 (−3.1)    | 7.9 (−13.4)    | 39.6 (4.2)     |
| 历史最低温 °F（°C）                                                        | −49.2 (−45.1)  | −49.9 (−45.5)  | −33.9 (−36.6)  | −1.7 (−18.7)   | 24.4 (−4.2)    | 33.6 (0.9)     | 41.0 (5.0)     | 77 (25)        | 23.4 (−4.8)    | 8.6 (−13.0)    | −30.5 (−34.7)  | −40.7 (−40.4)  | −49.9 (−45.5)  |
| 平均降水量 （mm）                                                          | 0.4 (9)        | 0.4 (10)       | 0.7 (19)       | 1.4 (35)       | 2.6 (65)       | 2.8 (72)       | 4.2 (107)      | 4.3 (108)      | 3.4 (87)       | 2.2 (56)       | 0.9 (24)       | 0.6 (15)       | 23.9 (607)     |
| 月均日照時數                                                               | 176            | 185            | 213            | 202            | 236            | 200            | 202            | 205            | 208            | 206            | 167            | 155            | 2,355          |
| 来源1：乌苏里斯克市 Тимирязевский 區农业气象站的平均温度和降水量和极端温度 |                |                |                |                |                |                |                |                |                |                |                |                |                |
| 来源2：日照的每月时数                                                      |                |                |                |                |                |                |                |                |                |                |                |                |                |

根据2021年人口普查，截至2021年10月1日，乌苏里斯克的城市人口为180,393人，包括沃兹德维任卡区和新尼科尔斯克区的市区人口为205,862人。2010年的统计显示，城市人口中俄罗斯族占91%，朝鲜族占3%，乌克兰族占2.4%，鞑靼人占0.5%，还有3.1%的人口属于其他民族。根据2020年全俄人口普查，截至2021年10月1日，该市人口在俄罗斯联邦1117个城市中排名第104位。

## 经济
乌苏里斯克是西伯利亚大铁路的主要铁路枢纽。乌苏里斯克机车工厂建于1895年，是当时铁路主要的维修工厂，现在是为俄罗斯铁路和工业企业的需求修理机车的大型企业。

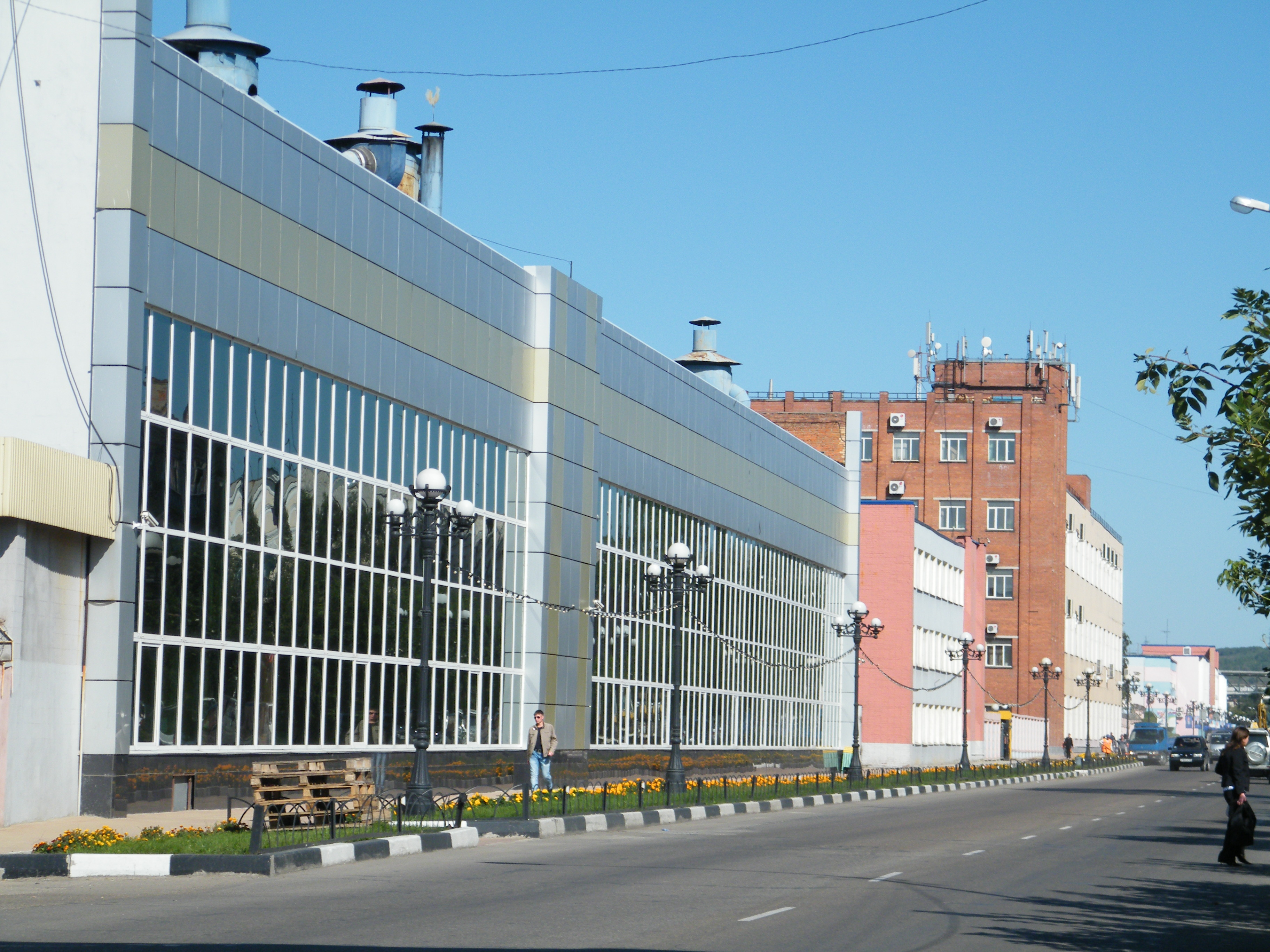
机车修理厂

有食品工业厂、酒类和伏特加厂、机械制造厂、缝纫厂、建筑行业、氧气厂、家具厂、纸板厂。在苏联时代生产大洋牌的冰箱的冰箱厂被重新用于生产家用和无线电电子设备，组件主要来自韩国。
企业滨海大豆（前乌苏里斯克 МЖК）加工大豆并生产植物油和粕。加工大豆时，粗粕是加工的主要产品，获得的油很少，粕很多。在远东甚至西伯利亚，豆粕的消费量不足，这些地区在畜牧业方面发展不好。2009年，在制造业中生产、工程和服务的运输货物量达到72.7亿卢布。
在城市附近有一座苏联时代未完成的火力发电场，建设在改革期间被废弃。近来政府试图重新建设它。使用巴甫洛夫斯基煤矿热电联产运营的前景引起环保主义者和当地居民的关注，并威胁到当地生态系统，当地的煤炭含有大量的有毒物质。根据政府的说法，计划将消除该地区的电力短缺，计划容量约为360兆瓦。2013年9月，讨论了运营加油站的提议。州长弗拉基米尔·弗拉基米罗维奇·米克卢谢夫斯基表示，使用当地煤炭会更有利可图，煤储量够用100年，刺激了该地区的煤炭开采业。

## 社会
普通教育由26所教育机构提供。有第3、4、6、8、11、13、14、15、16、17、22、24、25、27、28、30、31、32、130、131和134学校、29号体育馆、2号和29号寄宿学校以及苏沃洛夫军事学校。儿童创造力中心、儿童和青少年体育学校、青年技术人员工作站、年轻博物学家工作站、儿童艺术学校和儿童艺术学校为儿童提供额外的教育。在乌苏里斯克有远东联邦大学（前乌苏里州教育学院）、滨海边疆区农业学院、滨海边疆区铁路运输研究所、乌苏里医学院、乌苏里农业学院、远东技术学院、符拉迪沃斯托克国立经济与服务大学的分支、符拉迪沃斯托克人道主义和商业学院的乌苏里斯克分校、滨海边疆区文化学院，还有其他一些中等教育机构。此外还有俄罗斯联邦监狱服务的远东地区间培训中心。在城市附近有滨海边疆区农业研究所、科马罗夫车站、俄罗斯科学院远东分院、乌苏里斯克自然保护区和俄罗斯最东端的天文台乌苏里天体物理观测站。
俄罗斯联邦国防部第439军事医院是乌苏里斯克历史最长的医疗机构。四家医院——城市医院、传染病医院、精神病医院和铁路医院、六家综合诊所以及数十家私人诊所坐落在城市内。
城市有两个剧院——科米萨尔热夫戏剧院东部军区戏剧院，艺术家之家、市博物馆、一家电影院俄罗斯影院，伊斯克拉文化和休闲中心、德卢日巴文化宫（前 УЛРЗ 俱乐部）、尤诺斯基文化宫和戈里纵特青年中心。乌苏里州马戏团是远东第一个商业马戏团，现已不能运营。
乌苏里斯克市信息和分析报纸《共青团报》，第一期于1930年9月15日出版。其他如《共青团 Plus》、周报《杂货》和互联网版本。周报《乌苏里斯克新闻》，附录公布城市杜马的决定和乌苏里斯克市区负责人的决议。该市也有自己的电视频道远程混合。直到20世纪80年代中期，乌苏里斯克还没有电视中继器，居民从鹰巢山（Орлиное Гнездо）上的电视塔第1和第2频率频道接收符拉迪沃斯托克电视中心的电视节目。截至2021年5月，7米和分米模拟格式的频道在乌苏里斯克广播，DVB-T2 标准的数字电视的第一和第二个多路复用广播。
内战期间的乌苏里斯克与尼古拉·卡尔塔沃伊的著作《无家可归的克什卡和他的朋友们》和《克什卡游击队》的主角街头儿童克什卡的英雄事件有关。
1993年4月12日，乌苏里斯克与黑龙江省牡丹江市结为姐妹城市，它的姐妹城市还有韩国昌原市。

## 城市建设和景点
烏蘇里斯克的街道網成形於革命時代，基本呈東西向。城內有著金代皇族的陵寢，上有十二世紀時期的烏龜石雕（贔屭）做裝飾，以一隻挨著一隻的方式排列。現在這些贔屭陳列於哈巴罗夫斯克的博物馆。
苏联考古学家维塔利·叶皮法诺维奇·拉里切夫曾對這些贔屭做研究，並出版專著。根據他的研究，這些贔屭屬於金朝皇族及軍事指揮官完顏阿思魁（漢名完顏忠）的陵寢。。
烏蘇里斯克既有前革命時代的建筑，也有现代建筑。城內大部分的建筑是在苏联时代建造的，這些建築具有典型的发展计划的風格，彼此在外觀上沒有太大的差異。城市的旧中心的十九世纪末至二十世纪初的历史建筑仍然保存完好。沙皇时代的建筑有1907年建成的圣母玛利亚代祷教堂和前女子体育馆等。苏联时代，人们非常关注该地区的发展，城市的发展和建设与此相关。城市主要由相同类型的房屋建造而成，失去了风味。苏联解体后，原创建筑的发展获得了充足的机会。灵性的复兴使在科马洛夫街建造了一座新寺庙，2010年投入使用。该市正在进行住房建设，国家建筑正在复兴。在主地块的住房主要是3-5层的房屋，外围地区以一层或两层建筑为主。
2011年，在乌苏里斯克城市日之际，在沃多卡纳尔附近竖立了一座水管工纪念碑。与鄂木斯克或布拉迪斯拉发的类似纪念碑不同，乌苏里斯克水管工站在基座上。在城市的南郊，俄罗斯历史公园翡翠谷正在建设中。以前，乌苏里斯克是一个矿业小镇。伏罗希洛夫煤矿开采始于1932年，至1961年所有煤矿已被关闭。在沃斯霍德村有一座纪念碑《乌苏里矿工的永恒记忆》。在绥芬河左岸的城市土地上有一座具有联邦意义的考古纪念碑——八至十二世纪的南乌苏里定居点。

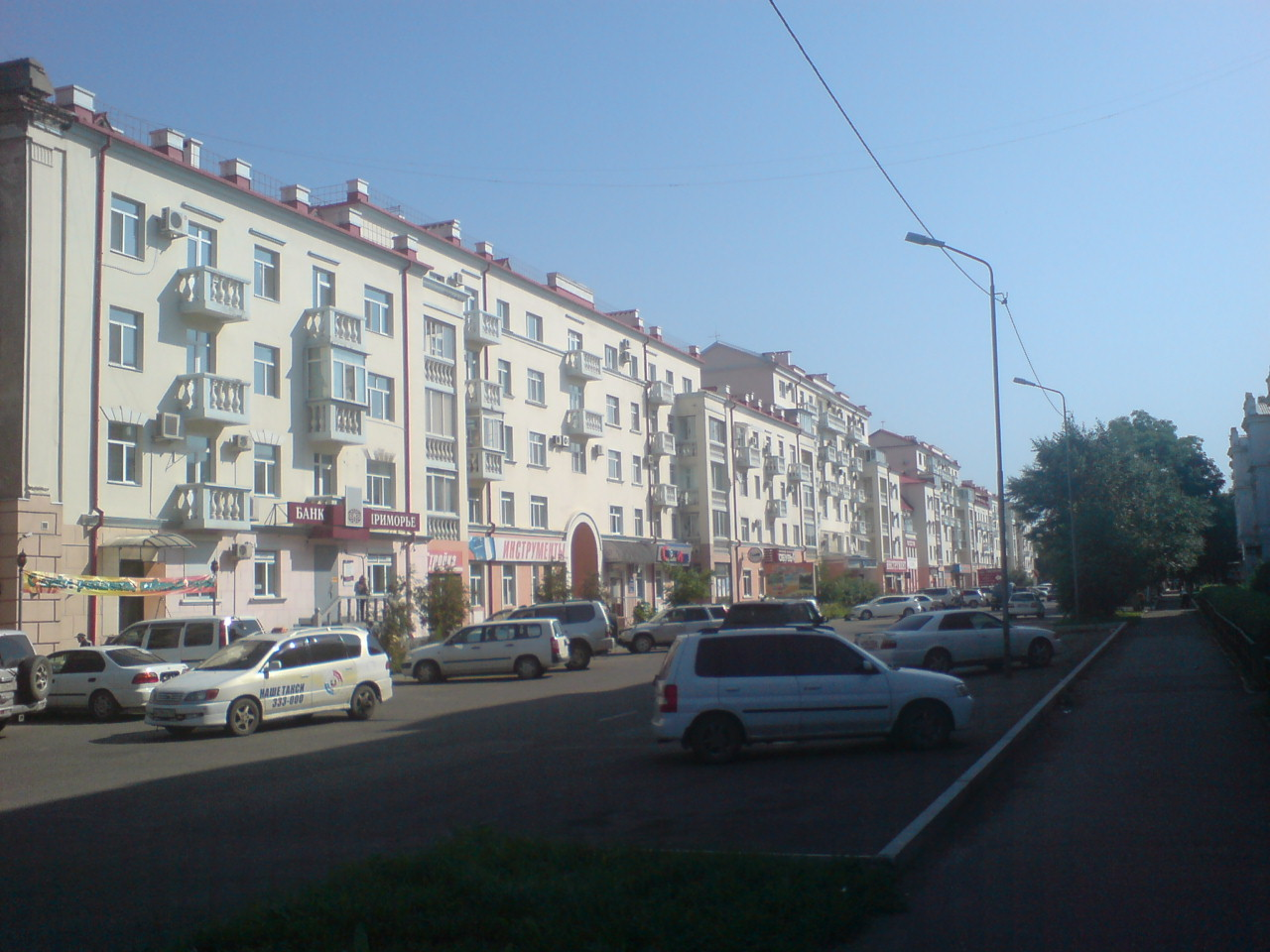
将军府，普希金路17号
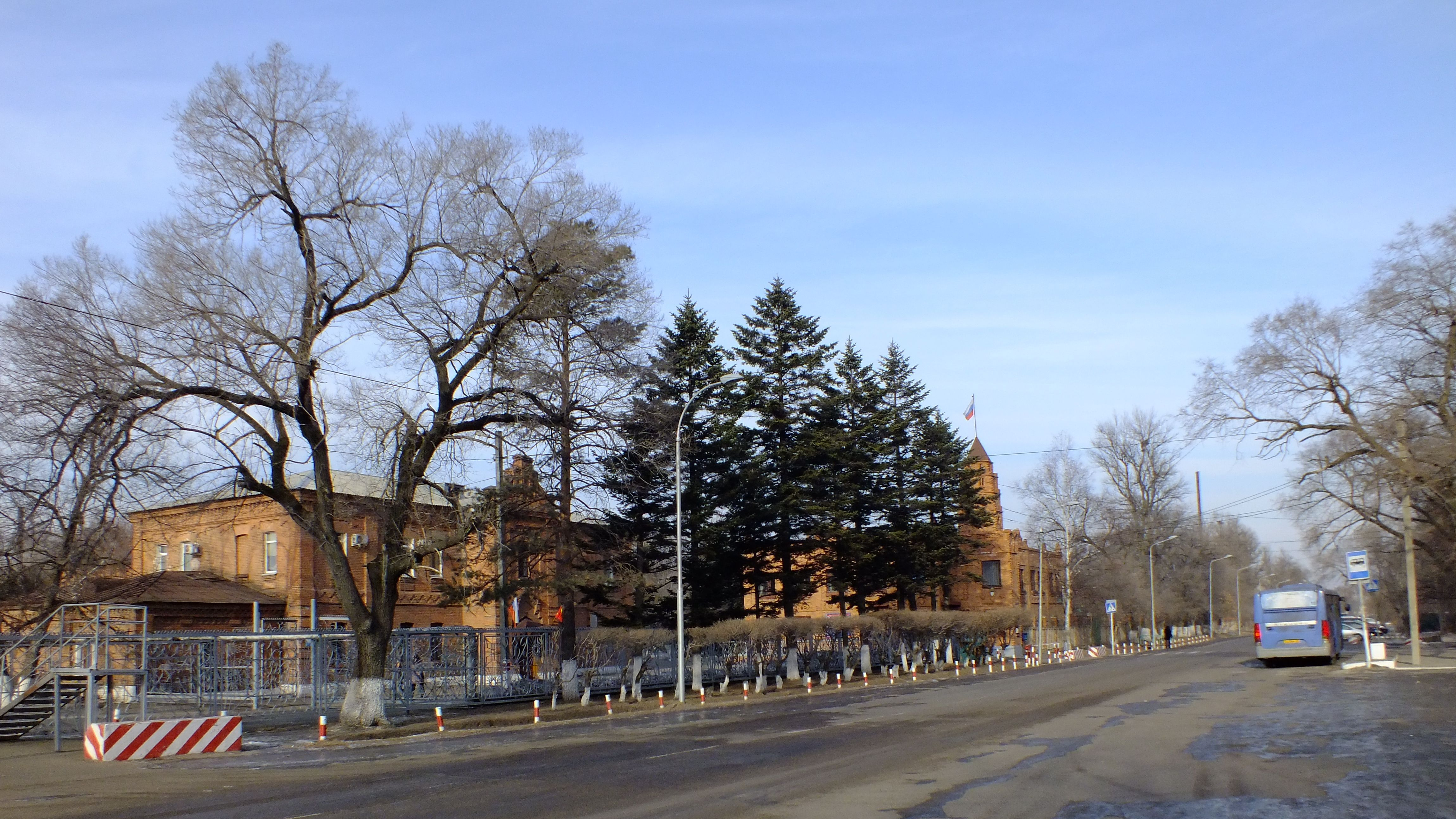
第439军事医院
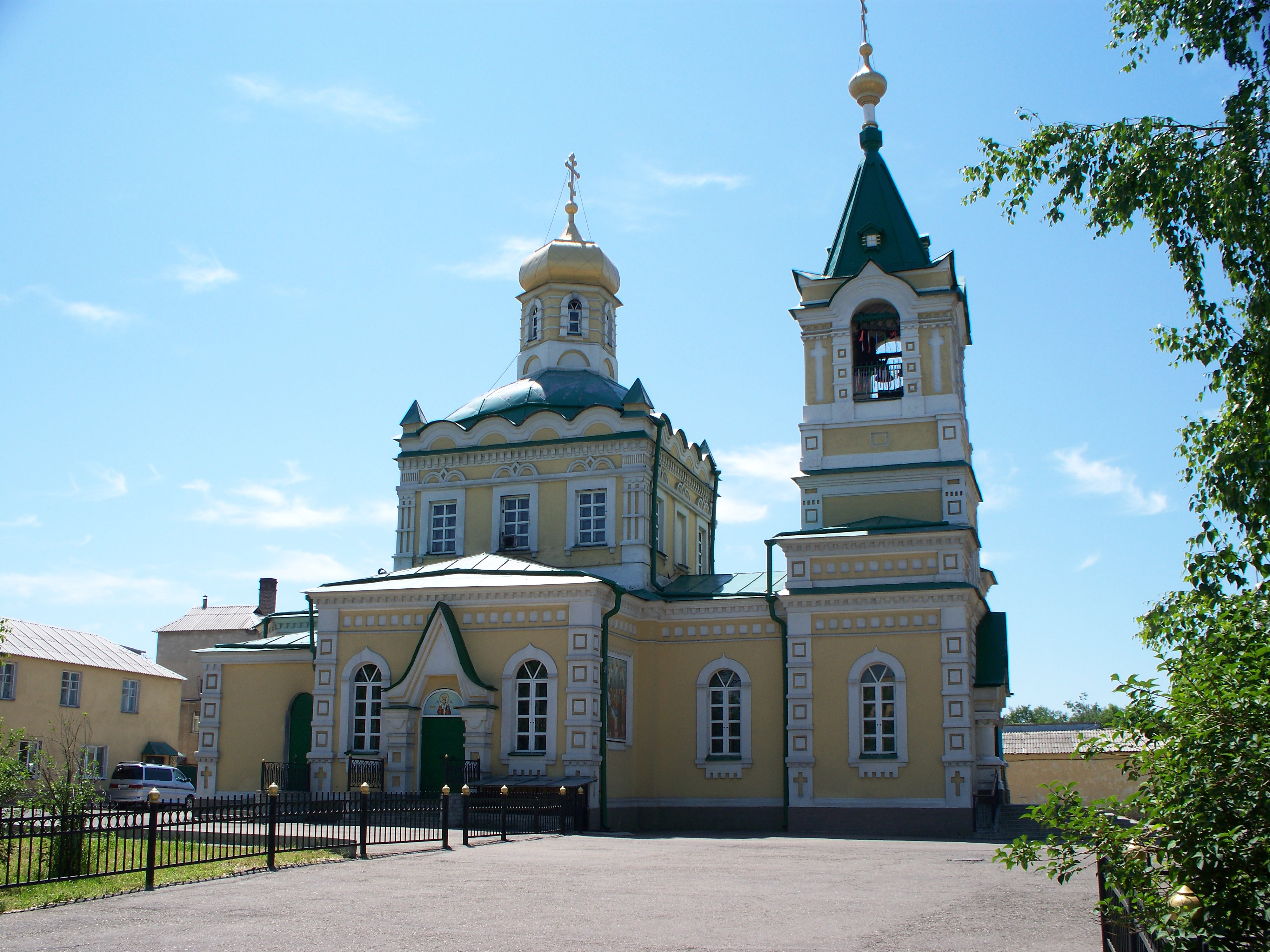
教堂
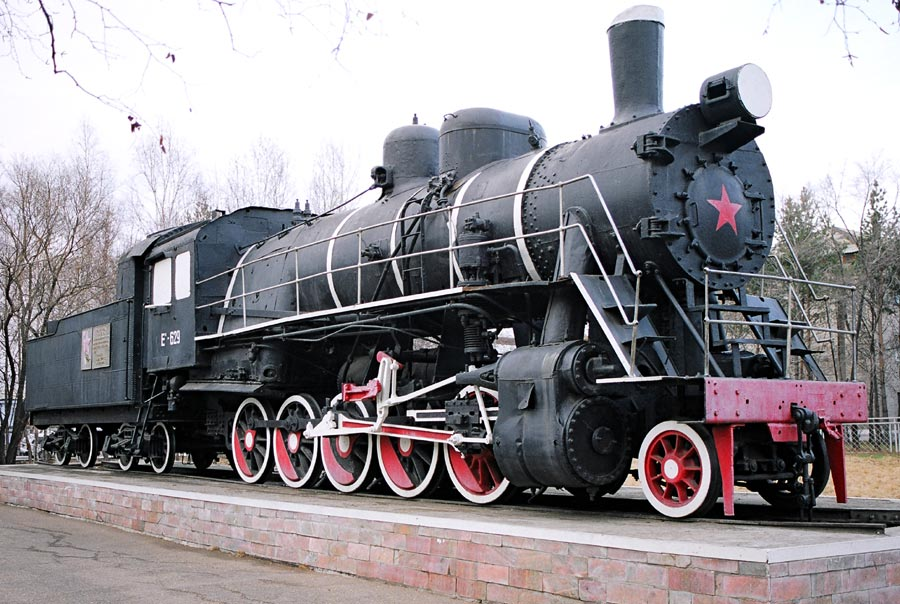
机车纪念站

## 军事
直到2012年9月，俄罗斯联邦武装部队远东军区总参谋部（格鲁乌）第14独立特种旅（ОБрСпН）部署在乌苏里斯克。俄罗斯联邦国防部的教育机构位于乌苏里斯克的苏沃洛夫军事学校。1959年，格鲁乌的克瓦奇科夫上校弗拉基米尔·瓦西里耶维奇·克瓦奇科夫入学在这所学校接受了培训。第5军团的总部在老城区，它旁边有一座建筑纪念碑，在有军事检察官办公室和军事法庭的建筑物中。军用汽车学校乌苏里斯克高等军事汽车指挥学校近来关闭了，它是全俄两所军用汽车学校之一，另一所位于车里雅宾斯克。城市附近还有许多军事单位，以及沃茲德維任卡空軍基地。